# 23º Reggimento fanteria "Como"
Il 23º Reggimento fanteria "Como" è stata un'unità militare del Regio Esercito Italiano e con la denominazione di 23º Battaglione fanteria "Como" dell'Esercito Italiano. Costituito il 31 ottobre 1848 si scioglie il 15 ottobre 1996 a Como.

### 23º Battaglione fanteria "Como" (1975 - 1996)

Fregio dell'Arma di Fanteria dell'Esercito Italiano (usato per la Fanteria di Linea)

## Onorificenze

### Medaglia d'Argento
Medaglia d'argento concessa alla bandiera di combattimento del 23º Reggimento Fanteria COMO
"In lotte aspre e cruente, sostenute con impareggiabile ardore e con eroica fermezza contrastava per ben due volte al nemico baldanzoso la marcia verso le pianure d'Italia.
Nell'ora della riscossa si lanciava primo tra i primi all'ardua azione di offesa sul Piave determinando con l'impeto gagliardo del suo attacco e con l'ardore insuperabile dei suoi fanti il ripiegamento e la rotta disastrosa del secolare nemico che incalzava poi implacabilmente fin oltre il Tagliamento" Piave e Tagliamento 28 ottobre - 4 novembre 1918

## Stemma
Scudo Partito: il primo di rosso alla croce d'argento centrata ed al motto "Libertas" di nero in banda nel quarto cantone (Como); il secondo, d'azzurro troncato: a) a tre monti all'italiana d'argento; b) al silfio d'oro reciso (Cirenaica).
Corona turrita.
Ornamenti esteriori:
lista bifida: d'oro, svolazzante, collocata sotto la punta dello scudo, incurvata con la concavità rivolta verso l'alto, riportante il motto: "FORTE NELLA PROSPERA, MIRABILE NELL'AVVERSA FORTUNA"
onorificenza: accollata alla punta dello scudo con l'insegna dell'Ordine Militare d'Italia pendente al centro del nastro con i colori della stessa.
nastri rappresentativi delle ricompense al Valore:

## Insegne e Simboli
- Il Reggimento indossa il fregio della Fanteria (composto da due fucili incrociati sormontati da una bomba con una fiamma dritta). Al centro nel tondino è riportato il numero "23".
- Le mostrine del reggimento sono rettangolari di colore azzurro. Alla base della mostrina si trova la stella argentata a 5 punte bordata di nero, simbolo delle forze armate italiane.
- cravatta di colore azzurro: per tradizione il reggimento porta la cravatta di colore azzurro anziché quella standard di colore kaki.

## Motto del Reggimento
"FORTE NELLA PROSPERA, MIRABILE NELL'AVVERSA FORTUNA"

## Festa del reggimento
28-10-1918 Il reggimento ricorda la battaglia di Santa Lucia del Piave dove si guadagna una Medaglia d'Argento al Valor Militare. Decorato di Ordine Militare d'Italia, due Medaglie d'Argento ed una di Bronzo al Valor Militare.

## Persone legate al Reggimento
- Ten. col. Piero Vanasco, primo comandante del ricostituito 23º "Como", erede del 23º regt. prebellico
- Fabrizio Quattrocchi
- Carlo Gallina